# 3 Dywizja Pancerna SS „Totenkopf”

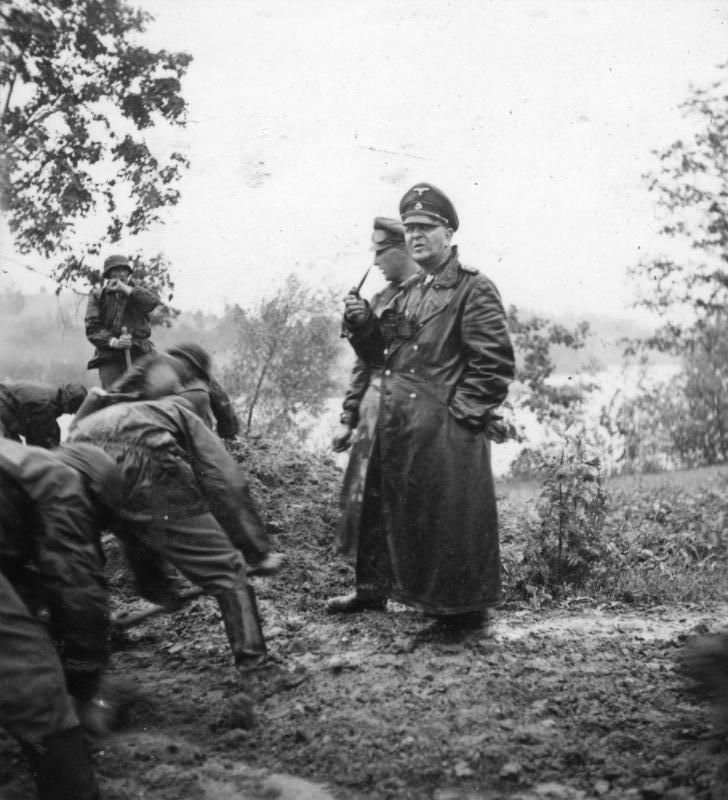
Żołnierze Dywizji „Totenkopf“ w czasie agresji na ZSRR. Okolice Demjańska, 23 września 1941 roku

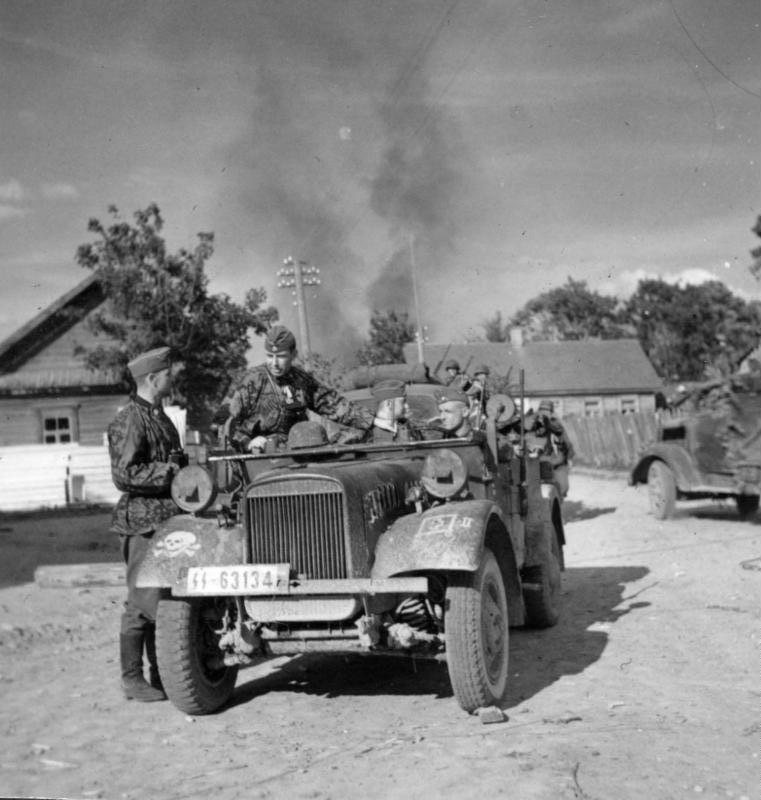
Żołnierze Dywizji SS-Totenkopf w czasie agresji na ZSRR

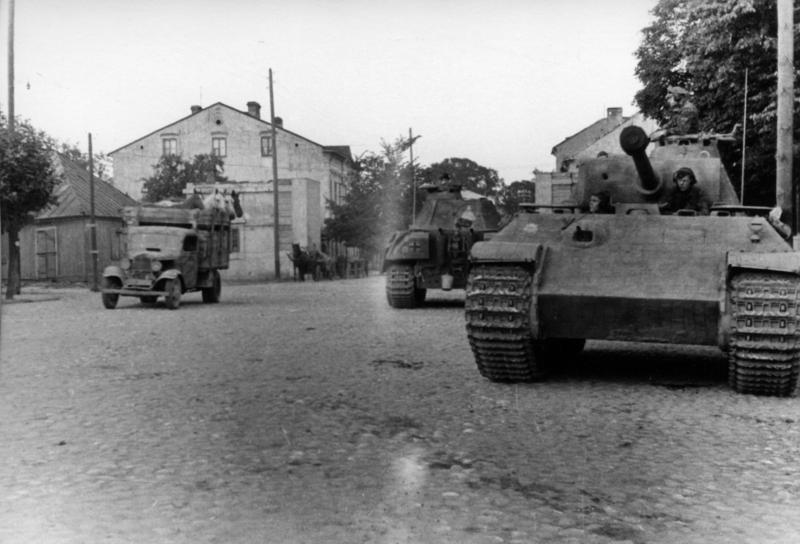
Czołg średni Panzerkampfwagen V z Dywizji „Totenkopf“. Siedlce, 25-29 lipca 1944 roku

3 Dywizja Pancerna SS „Totenkopf” – niemiecka dywizja pancerna uznawana za najbardziej fanatyczną spośród dywizji Waffen-SS, uczestniczyła w agresji na Francję i ataku na Związek Radziecki.

## Historia
Dywizja została sformowana po kampanii wrześniowej w październiku 1939 roku. Jej żołnierze oraz dowódca Theodor Eicke w większości wywodzili się z jednostek wartowniczych z obozów koncentracyjnych: Buchenwald, Dachau, Mauthausen i Sachsenchausen. W 1942 roku nazwano ją „Dywizją Totenkopf”  czyli Dywizją Trupiej Główki.
Indoktrynacja rekrutów wcielanych do dywizji, prowadzona była między innymi przez Theodora Eicke (dowódcę dywizji) i polegała na wpajaniu żołnierzom nienawiści do Kościoła katolickiego (wielu zerwało z religią i porzuciło chrześcijaństwo) oraz Rosjan. Podczas indoktrynacji starano się pozbawić ich cech ludzkich, wmawiając im że Rosjanie i inne narody słowiańskie to podludzie - dla których nie ma miejsca w świecie tworzonym przez III Rzeszę.  
Pierwszy raz wkroczyła do boju 16 maja 1940 roku podczas agresji na Francję. Walczyła dobrze ale podczas brytyjskiego kontrataku pod Arras wśród żołnierzy pojawiły się objawy paniki. Wielu w panice uciekło z pola bitwy. W rejonie Cambray dywizja wzięła do niewoli ok. 16 000 francuskich żołnierzy.
Po walkach we Flandrii żołnierze dywizji Totenkopf wymordowali część wziętych do niewoli jeńców. Mordów dopuścili się na pojmanych żołnierzach marokańskich z francuskich oddziałów kolonialnych. Dokonali też co najmniej jednej zbrodni na Brytyjczykach. W Le Paradis 27 maja 1940 roku przy użyciu broni maszynowej i bagnetów zamordowali 97 jeńców brytyjskich. Zbrodnię przeżyło zaledwie dwóch jeńców.
W związku z planowaną agresją III Rzeszy na ZSRR dywizja został przerzucona na okupowane ziemie polskie. W walkach na froncie wschodnim żołnierze dywizji odnieśli wiele militarnych sukcesów ale też dopuścili się licznych okrucieństw. W rejonie Dźwiny i Dźwińska atakowała 21 Korpus Pancerny Armii Czerwonej, zadając mu znaczne straty. Prowadziła szczególnie ciężkie i zawzięte boje w tzw. kotle demiańskim, gdzie lutym 1942 roku zostało okrążonych ok. 90 tys. żołnierzy niemieckich. W kwietniu 1942 dywizja zdołała wyrwać się z okrążenia i dotrzeć do obszarów kontrolowanych przez armie niemieckie. Poniosła jednak tak duże straty, że 2 pułk piechoty zmotoryzowanej SS (taką wówczas nosił nazwę) musiał zostać rozwiązany. Do września 1942 roku wchodzące w skład dywizji pułki piechoty i artylerii, oraz bataliony (inżynieryjny, przeciwpancerny i rozpoznawczy) doznały strat rzędu 80 procent. W październiku dywizja została wysłana do Francji w celu uzupełnień i przekształcenia w dywizję pancerną SS. Reorganizację zakończono 9 listopada, do dywizji udało się wcielić 5000 rekrutów w miejsce 7000 żołnierzy zabitych i rannych na froncie wschodnim.
W lutym 1943 roku dywizja ponownie została skierowana na front wschodni. W przededniu bitwy pod Kurskiem dywizja liczyła 139 czołgów, a więc znacznie więcej od analogicznych formacji pancernych Wehrmachtu (np. 3 Dywizja Pancerna posiadała wtedy 90 czołgów, a 9 Dywizja Pancerna 83 czołgi). We wspomnianej bitwie straciła około 50 procent posiadanych czołgów i innych pojazdów. Na przełomie lipca i sierpnia 1943 wzięła udział w ciężkich walkach nad Miusem. Następnie uczestniczyła w walkach o Krzywy Róg i Czerkasy. Po klęskach 4 i 9 Armii, została włączona do Grupy Armii Środek. W wyniku ataku oddziałów Armii Czerwonej przeprowadzonego 17 marca 1944 na Bałtę dywizja Totenkopf utraciła ponad 60 pojazdów pancernych i około 1000 pojazdów kołowych. Pod koniec lipca 1944 brała udział w bitwie o Siedlce oraz w walkach w rejonie Modlina i Warszawy.
W sierpniu 1944 roku w wielkiej bitwie pancernej w rejonie Wołomina dywizja „Totenkopf” walcząc razem z Dywizją Pancerną Hermann Göring i 5 Dywizją Pancerną SS „Wiking” praktycznie unicestwiła 3 Korpus Pancerny Armii Czerwonej, jednak sama również poniosła znaczne straty.
W grudniu 1944 roku została przerzucona na Węgry, gdzie uczestniczyła w nieudanym kontrataku koło Budapesztu. Działania bojowe zakończyła w Austrii. Do niewoli oddała się armii amerykańskiej 8 maja 1945 roku w okolicach Linzu. Po tygodniu Amerykanie przekazali jeńców Armii Czerwonej. Niewolę rosyjską przeżyło niewielu.

## Dowódcy dywizji
- Gruppenführer Theodor Eicke (1 listopada 1939 – 7 lipca 1941)[2]
- Oberführer Matthias Kleinheisterkamp (7 lipca 1941 – 18 lipca 1941)[2] – w zastępstwie
- Brigadeführer Georg Keppler (18 lipca 1941 – 19 września 1941)[2] – w zastępstwie
- Obergruppenführer Theodor Eicke (19 września 1941 – 26 lutego 1943)[2] – zabity w pobliżu wsi Orelka w ZSRR
- Oberführer Hermann Priess (26 lutego 1943 – 27 kwietnia 1943)
- Standartenführer Heinz Lammerding (27 kwietnia 1943 – 15 maja 1943) – pełniący obowiązki dowódcy
- Brigadeführer Max Simon (15 maja 1943 – 22 października 1943)
- Brigadeführer i generał major Waffen-SS Hermann Priess (22 października 1943 – 21 czerwca 1944)
- Brigadeführer Hellmuth Becker (21 czerwca 1944 – 8 maja 1945)[2]

## Struktura organizacyjna
Skład w 1943 roku:
- 5 pułk grenadierów pancernych SS Totenkopf[a] (I batalion, II batalion i III batalion)
- 6 pułk grenadierów pancernych SS Theodor Eicke[b][10] (I batalion, II batalion i III batalion)
- 3 pułk pancerny SS (I batalion i II batalion)
- 3 pułk artylerii pancernej SS (I dywizjon, II dywizjon i III dywizjon) oraz 3 dywizjon przeciwpancerny SS, 3 dywizjon dział szturmowych SS, 3 dywizjon przeciwlotniczy SS, 3 pancerny batalion łączności SS, 3 pancerny dywizjon rozpoznawczy SS, 3 pancerny batalion saperów SS, 3 batalion zaopatrzeniowy SS, 3 szpital polowy SS, 3 pluton korespondentów wojennych SS, 3 pluton żandarmerii SS i 3 batalion zapasowy SS.